# 名塚町 (名古屋市)
名塚町（なづかちょう）は、愛知県名古屋市西区にある地名。現行行政地名は名塚町1丁目から名塚町5丁目と、庄内川河川敷などに8つの字が残る。また、西春日井郡名塚村もあわせて記述する。

## 地理
西区の中央部に位置する。

### 河川
- 庄内川
- 庄内用水（惣兵衛川）

### 字一覧
西春日井郡名塚村当時のもので、配列・読みは『なごやの町名』910頁による。また、太字のものは西区名塚町に現存するもので、名古屋市道路認定図による。
- 大金（おおがね）
- 江股キ（えまたき）
- 子流（こながれ）
- 茨島（いばらしま）
- 笠取（かさとり） - 現町域から離れてミユキモールの西に現存する
- 東荒子（ひがしあらこ）
- 籠島（かごしま）
- 西荒子（にしあらこ）
- 鳥水塚（とりみづか）
- 違ヶ瀬（ちがいがぜ）
- 島江（しまえ）
- 才藤（さいと）
- 下黒部（しもくろべ）
- 上黒部（かみくろべ）
- 井尾多レ（いびたれ）
- 助ヶ上（すけんじょう）
- 薬師前（やくしまえ）
- 薬師西（やくしにし）
- 郷（ごう）
- 北浦（きたうら） - 庄内公園とそこから西の堤防に現存する
- 東坪堀田（ひがしつぼほりた） - 庄内川堤防に現存する
- 西坪堀田（にしつぼほりた） - 庄内川堤防に現存する
- 薬師浦（やくしうら）
- 土手（どて） - 庄内川河川敷の庄内公園と庄内川に現存する
- 墓南（はかいなみ） - 庄内川河川敷の庄内公園と庄内川に現存する
- 柳原（やなぎはら） - 庄内川河川敷の庄内公園と庄内川に現存する
- 定井下（じょういした） - 庄内川河川敷の庄内公園と庄内川に現存する
- 村前（むらまえ）

## 歴史
かつては、現在の庄内緑地あたり（現在地から見ると対岸にあたる）に所在した村だったが、その地が堤防工事に伴って河川内になり、また遊水池として使用するため、1614年（慶長19年）堀越村・新福寺村とともに現在地に移ってきたという。『尾張國地名考』によれば、苗束（なづか）から付けられたという。

### 沿革
- 1614年（慶長19年） - 村が現在地に移転。また、新福寺村より新（真）福寺が移転してくる。
- 1880年（明治13年） - 春日井郡分割に伴い、西春日井郡名塚村となる。
- 1889年（明治22年） - 合併により西春日井郡庄内村大字名塚となる。
- 1926年（大正15年） - 庄内町大字名塚となる。
- 1937年（昭和12年） - 庄内町が名古屋市に編入され、名古屋市西区名塚町となる。
- 1939年（昭和14年） - 一部が鳥見町・大金町・笠取町となる。
- 1949年（昭和24年） - 一部が西区庄内通となる。

## 世帯数と人口
2019年（平成31年）2月1日現在の世帯数と人口は以下の通りである。
| 町丁   | 世帯数  | 人口    |
| ------ | ------- | ------- |
| 名塚町 | 702世帯 | 1,534人 |

## 学区
市立小・中学校に通う場合、学校等は以下の通りとなる。また、公立高等学校に通う場合の学区は以下の通りとなる。
| 番・番地等 | 小学校               | 中学校               | 高等学校 |
| ---------- | -------------------- | -------------------- | -------- |
| 全域       | 名古屋市立庄内小学校 | 名古屋市立名塚中学校 | 尾張学区 |

## 交通

### バス
- 名古屋市営バス（名古屋市交通局）
  - 名塚停留所 - 名駅13系統（名古屋駅行）

## 施設
- 庄内公園
- 天台宗新福寺
- 国風第2幼稚園
- 曹洞宗宋円寺
- 白山神社

## 史跡
- 庚申塚 - 稲生の戦いの際の戦死者を弔うために建てられた塚。
- 稲生原古戦場跡
- 名塚砦 - 佐久間盛重が稲生の戦いの際に守った砦。白山神社あたりに所在したとされるが不詳である。

## その他

### 日本郵便
- 郵便番号 : 451-0081[2]（集配局：名古屋西郵便局[8]）。